# Diplocentrus chiapasensis
Espèce
Diplocentrus chiapasensis est une espèce de scorpions de la famille des Diplocentridae.

## Distribution
Cette espèce est endémique du Chiapas au Mexique. Elle se rencontre vers Ocozocoautla de Espinosa.

## Description
La femelle holotype mesure 23,30 mm.

## Étymologie
Son nom d'espèce, composé de chiapas et du suffixe latin -ensis, « qui vit dans, qui habite », lui a été donné en référence au lieu de sa découverte, le Chiapas.

## Publication originale
- Beutelspacher & Armas, 1998 : Dos especies nuevas de Diplocentrus (Scorpiones: Diplocentridae) del Sureste de México. Revista Nicaraguense de Entomologia, vol. 45, p. 17-31.